# Старе Място (Конінський повіт)
Старе Място (пол. Stare Miasto) — село в Польщі, у гміні Старе Място Конінського повіту Великопольського воєводства.
Населення — 2803 особи (2011).
У 1975-1998 роках село належало до Конінського воєводства.

## Демографія
Демографічна структура станом на 31 березня 2011 року:
|          | Загалом | Допрацездатний вік | Працездатний вік | Постпрацездатний вік |
| -------- | ------- | ------------------ | ---------------- | -------------------- |
| Чоловіки | 1411    | 371                | 959              | 81                   |
| Жінки    | 1392    | 288                | 916              | 188                  |
| Разом    | 2803    | 659                | 1875             | 269                  |